# Áreas protegidas de Lesoto

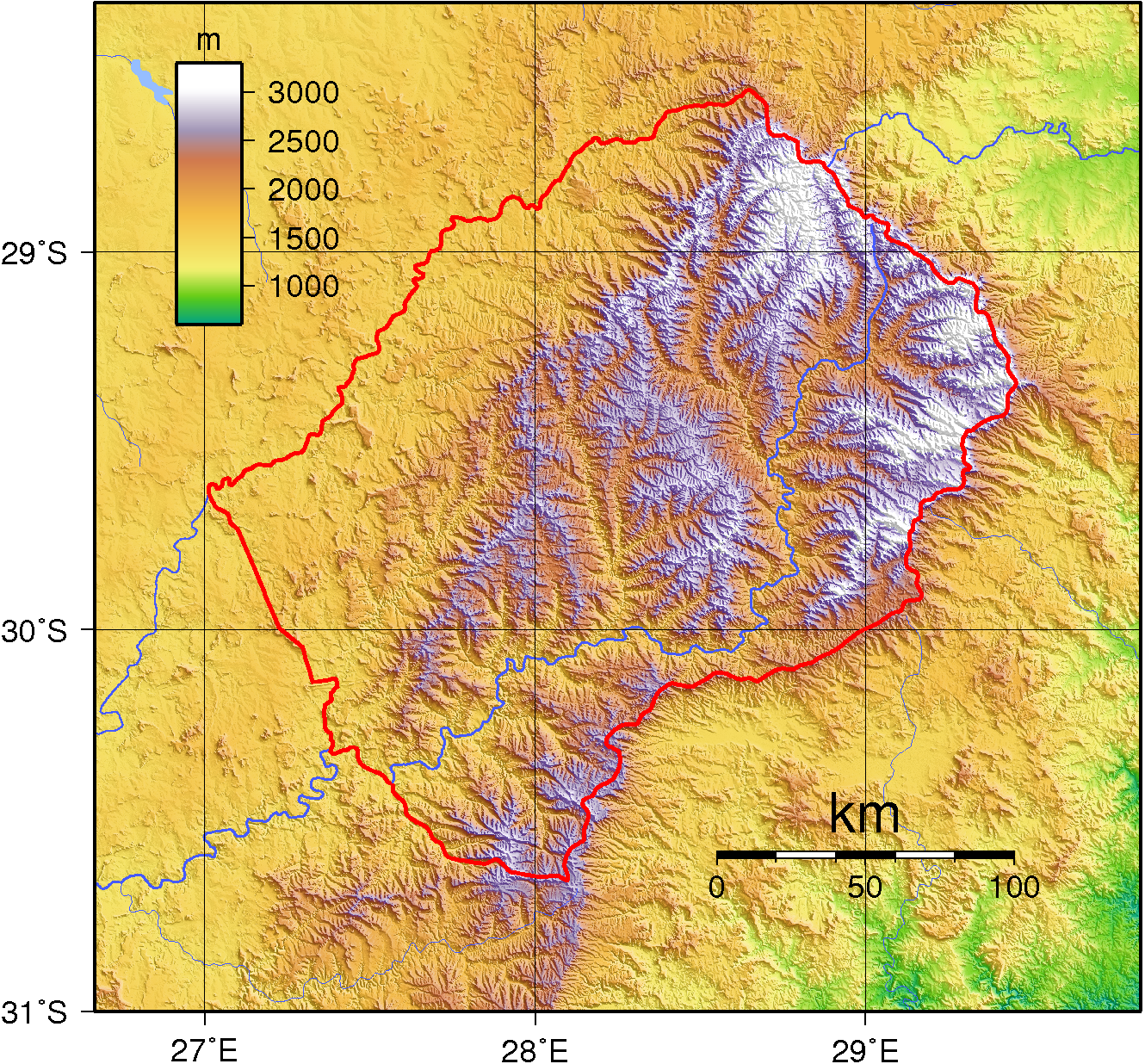
Mapa topográfico de Lesoto donde se obervan las zonas montañosas

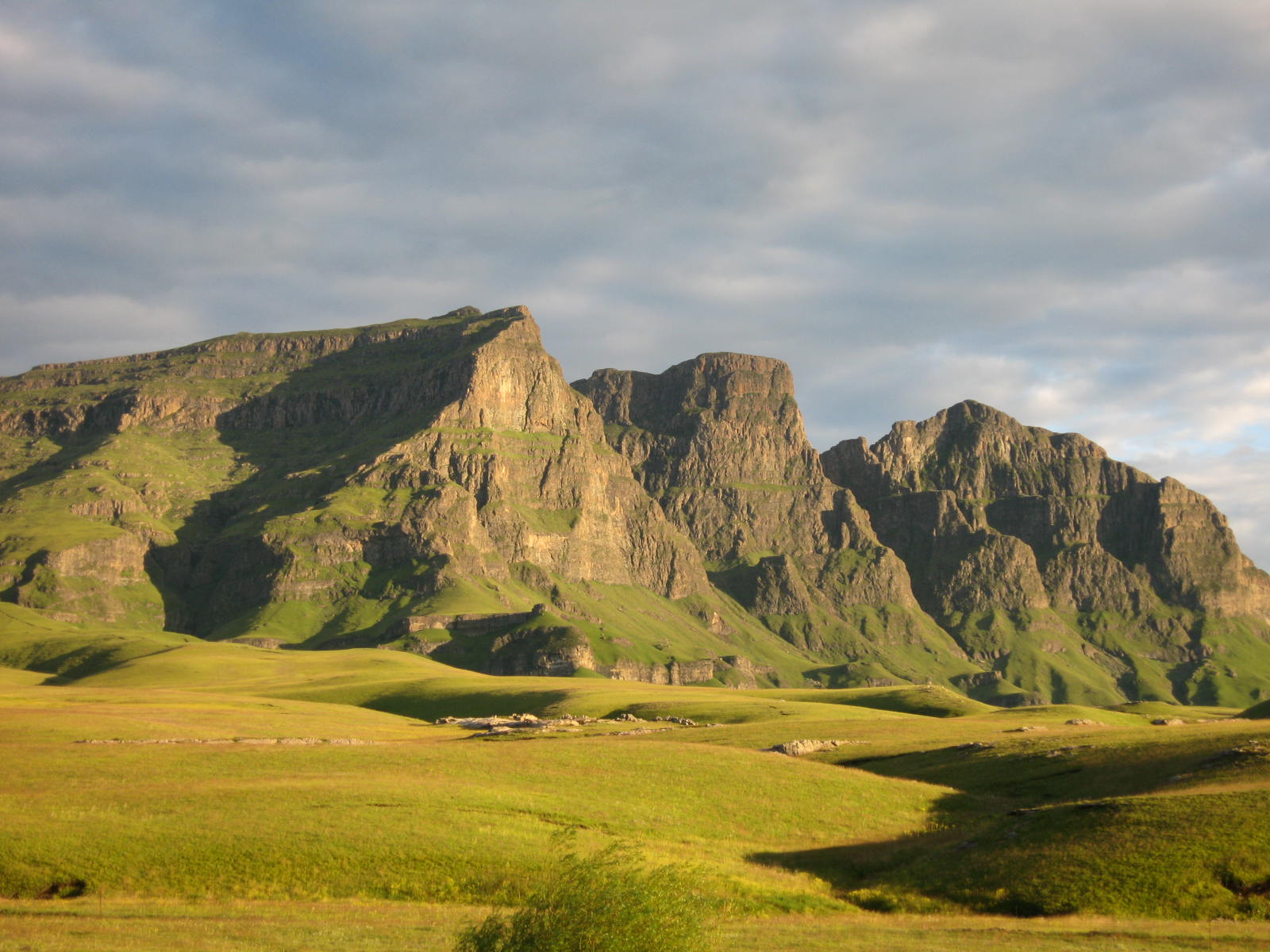
Parque nacional de Sehlabathebe

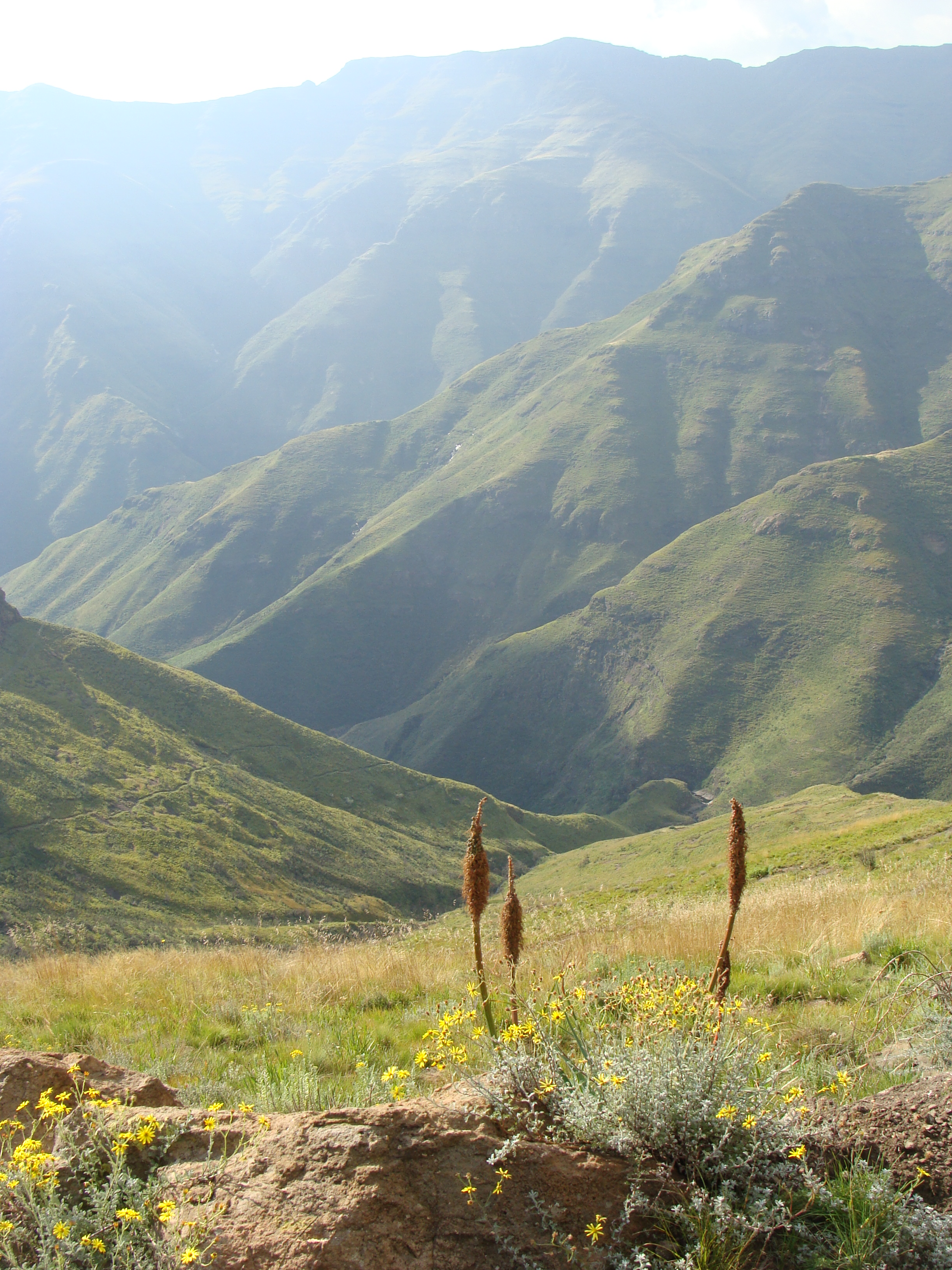
Parque nacional de Ts'ehlanyane

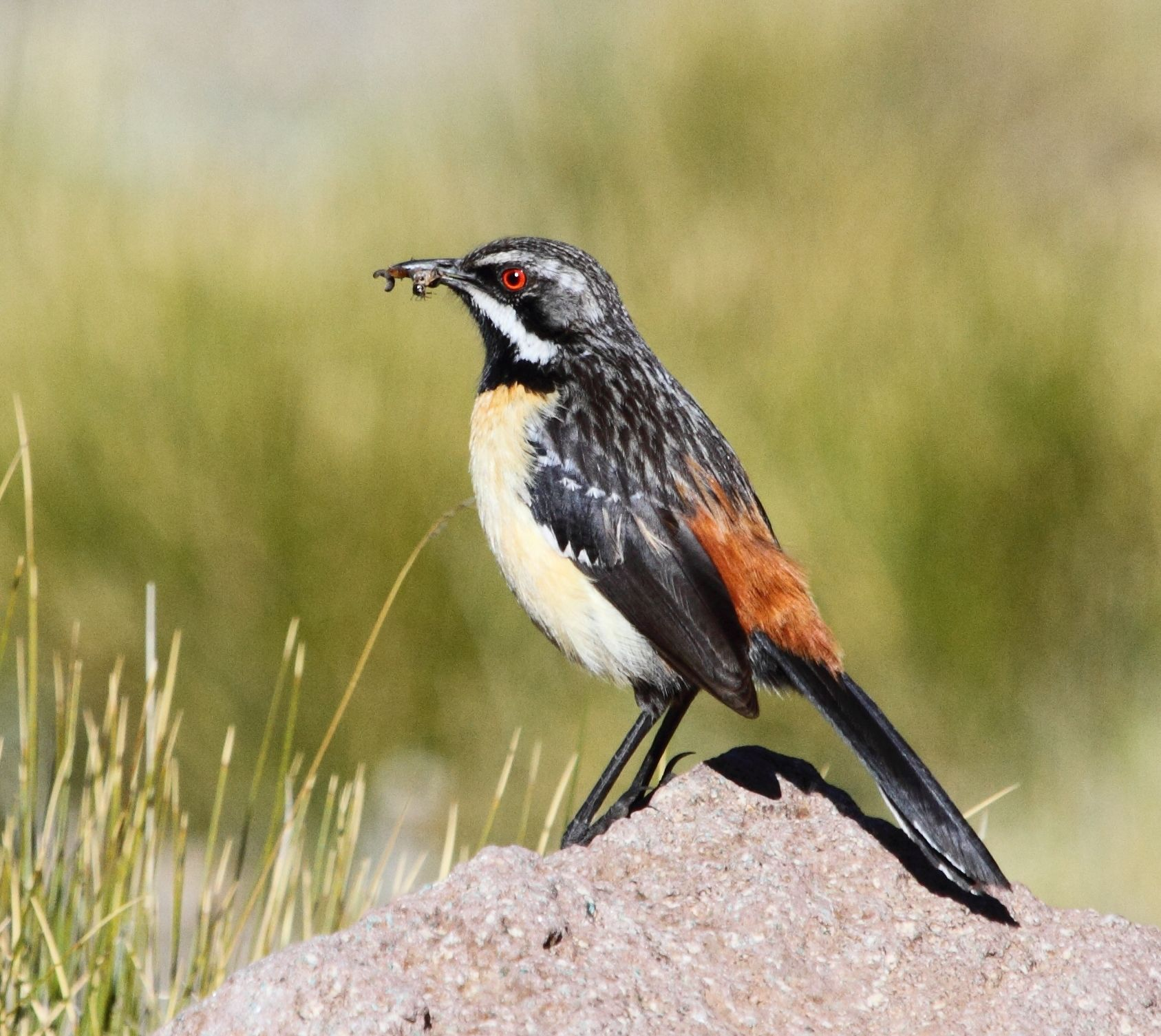
Satarrocas del Drakensberg, en Lesoto

En Lesoto, en 2024, según la IUCN, había 8 áreas protegidas con una extensión de 7163 km2, el 23,43 por ciento del territorio. de 30.575 km2, consistentes en 2 parques nacionales, 1 reserva natural, 1 área de desarrollo, 2 áreas gestionadas de pastos, 1 sitio Ramsar y 1 sitio patrimonio de la humanidad.

## Parques nacionales
- Parque nacional de Sehlabathebe, 64,75 km2. Forma parte del sitio patrimonio de la Humanidad del parque transfronterizo de Maloti-Drakensberg, en una zona aislada de paisajes grandiosos, con mamíferos como el antílope cabrío, el chacal de lomo negro y el babuino, así como buitres del Cabo y quebrantahuesos.
- Parque nacional Ts'ehlanyane, 56 km2. Más accesible, en las montañas Maloti, al nordeste de Maseru. Posee bosques de bambú que les dan nombre al parque en lengua sesoto, así como uno de los últimos bosques autóctonos del país, dominado por el siempre verde árbol Leucosidea sericea o vieja madera.

## Áreas de pastos
- Área gestionada de pastos de Pelaneng-Bokong, 447 km2, en el centro-norte. Es parte de un proyecto de conservación de los ecosistemas que empiezan a mostrar signos de degradación, que incluye 17 aldeas o comunidades pastorales entre el brezal afroalpino del Drakensberg (Drakensberg Afroalpine Heathland)[2] y las tierras altas basálticas herbáceas de Lesoto.[3]
- Área gestionada de pastos de Pela-Ts'oeu, 220 km2, al norte de la anterior. Pela-Ts'oeu es una montaña de 3182 m en el Drankensberg, con una preeminencia de 372 m sobre la meseta circundante.[4] El área de gestión de Ts`ehlanyane, Pela-Ts`oeu y la sierra de Le Kota se encuentra dentro del concejo comunitario de Menkhoaneng, en el distrito de Leribe, cubre 254 km2, excluyendo el parque nacional de Ts`ehlanyane, de 54 km2, e incluye 30 aldeas, que comprenden praderas arenosas, matorral montano, zonas altas basálticas herbáceas, fynbos afromontano Drakensberg-Amathole y brezales afromontanos de Drakensberg.[5]

## Reserva natural
- Reserva natural de Bokong, 19,7 km2. Humedal afroalpino que da nacimiento a los ríos Bokong y Lepaqoa, con pastizales de montaña y brezales frecuentados por el antílope cabrío. En el centro-norte del país, se encuentra en lo alto de un acantilado, a altitudes entre 2800 y 3200 m sobre el valle Lepaqoa. Posee una cascada en el río Lepaqoa, de 60 m, que se congela en invierno. Aquí anida el buitre del Cabo, así como el saltarrocas del Drakensberg, el francolín aligris y el pito terrestre. Estacionalmente, florece una planta del género Kniphofia, que tiñe de naranja y amarillo los bordes de las corrientes. Al norte se encuentra el parque nacional Ts'ehlanyane.[6]

## Conservación y desarrollo

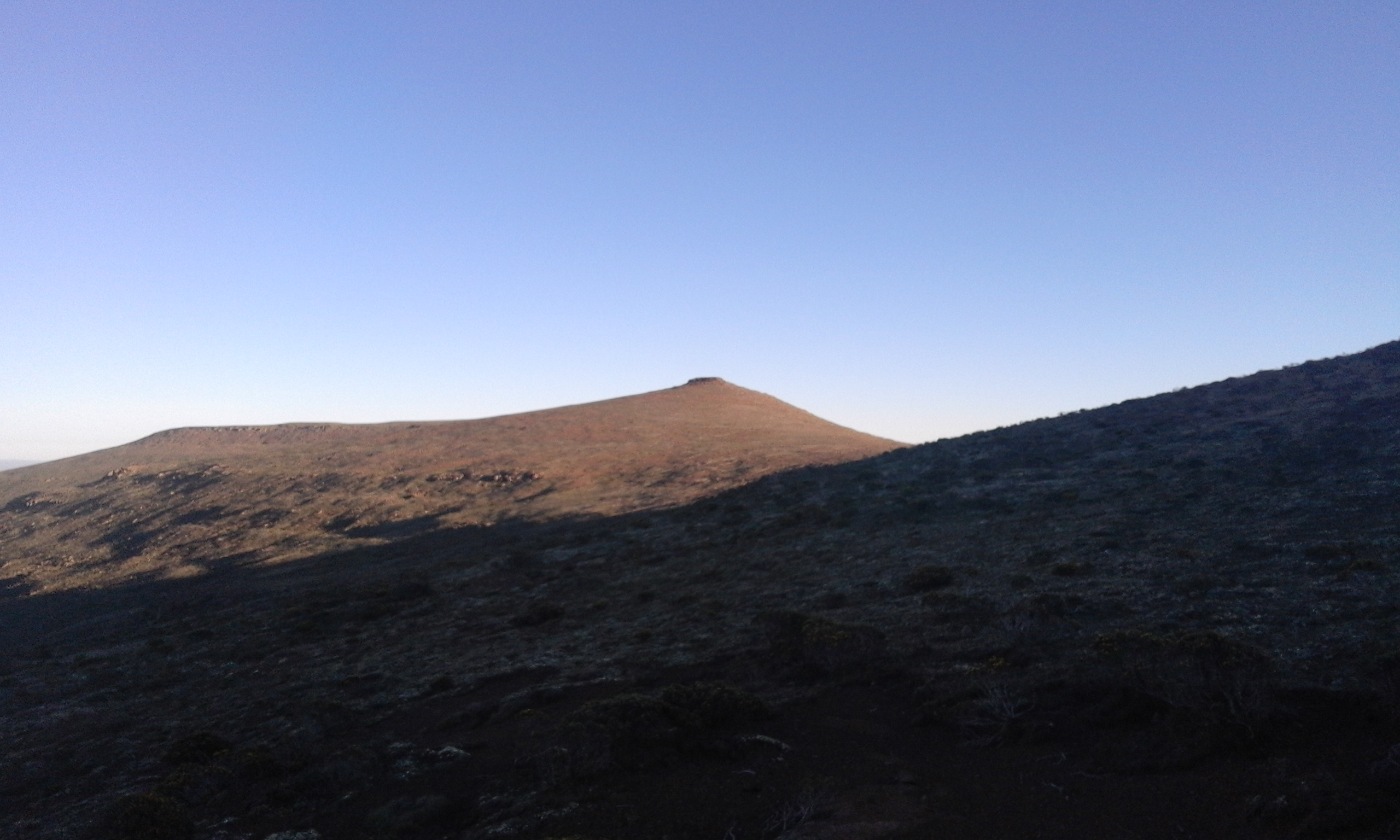
Pico Thabana Ntlenyana, en el Parque de Maloti Drakensberg, en Lesoto

- Área de conservación y desarrollo de Maloti Drakensberg, 6324 km2, al estenordeste, en la cordillera Drakensberg. El área de conservación transfronteriza Maloti Drakensberg (TFCA) cubre una extensión de 14.740 km2, incluyendo el borde oriental de las montañas de Lesoto y la parte sudafricana adyacente. Comprende cuatro subregiones: el Drakensberg de la provincia del Cabo Oriental, el Drakensberg de KwaZulu Natal, las montañas Maloti de Lesoto y la provincia del Estado Libre. La TFCA alberga tres parques nacionales: Sehlathebe y Tsehlanyane en Lesoto, y el parque nacional Golden Gate Highlands, en Sudáfrica. En 2013, el Parque de uKhahlamba-Drakensberg, que ya tenía la condición de patrimonio de la humanidad, se une al parque nacional de Sehlabathebe, de Lesoto, para convertirse en el sitio patrimonio de la humanidad del Parque Maloti-Drakensberg, de 2493 km2. El área transfronteriza tiene su cima en el monte Thabana Ntlenyana, de 3482 m de altitud, en Lesoto. En la zona hay unos 600 sitios conocidos con pinturas rupestres del pueblo san de un periodo de al menos 4000 años. Con unos 500 km de áreas montanas en el extremo sudeste del gran escarpe de Sudáfrica, integra zonas alpinas y montanas y sirve de fuente a ríos de Lesoto y Sudáfrica, formalizados en el Esquema Tugela-Vaal (Tugela Vaal Transfer Scheme)[7] para llevar agua a Johannesburgo, y el Proyecto Agua de las Tierras Altas de Lesoto (Lesotho Highlands Water Project),[8] para producir electricidad para este país. Hay unas 2500 especies de plantas con flores, de las que el 13 % son endémicas. En los escarpes anidan el buitre del Cabo y el quebrantahuesos. En la zona transfronteriza viven, por su parte, unos 2 millones de personas entre los dos países.[9]

## Sitios Ramsar

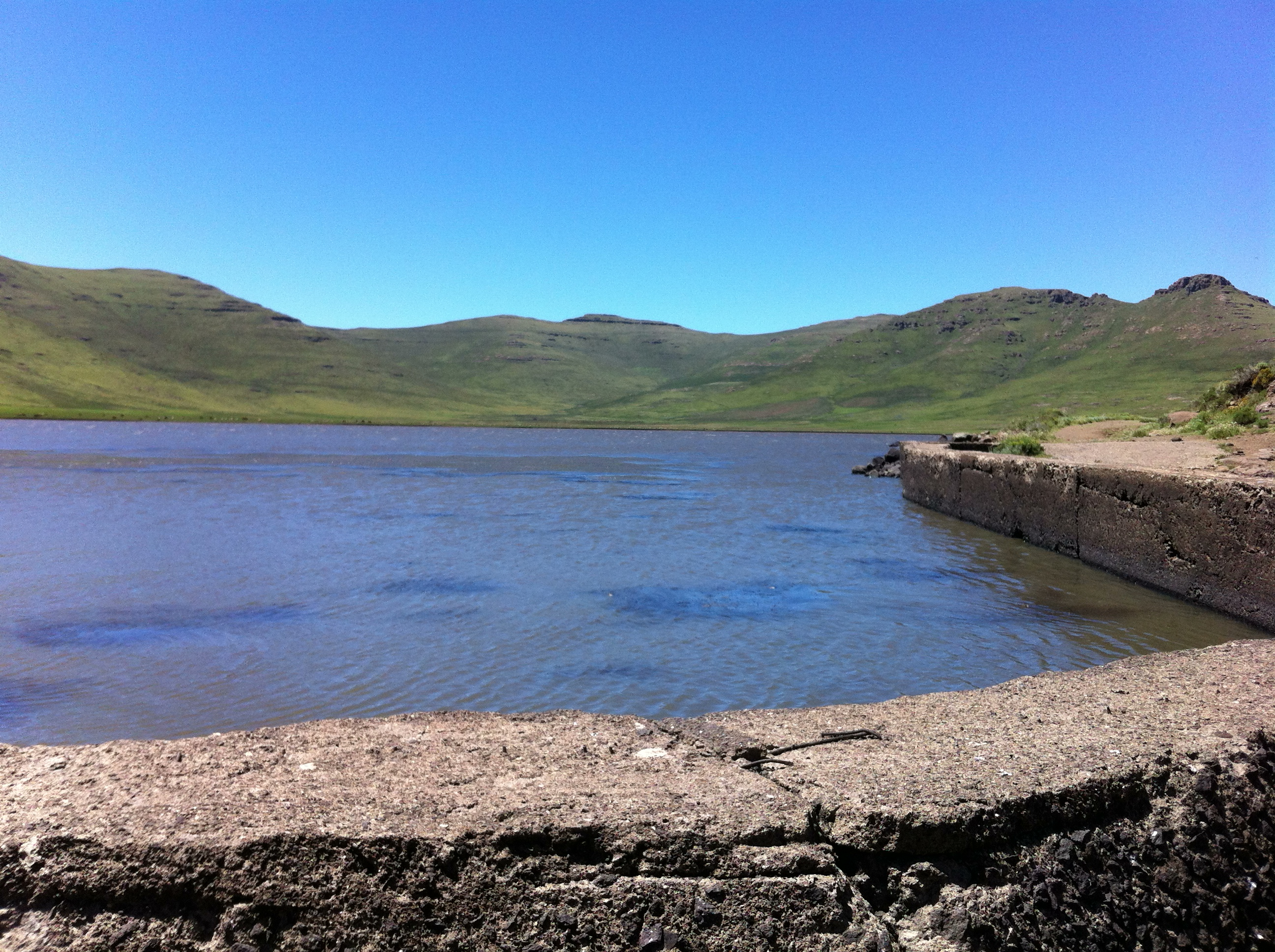
Lago Letsie, en el distrito de Quthing

- Sitio Ramsar de Lets'eng-la-Letsie, o lago Letsie, 4,34 km2, desde 2004 en 30°19′ S 28°12′ E con el número 1388. Humedal elevado a 200 km al sudeste de la capital Maseru, designado en 2001 como parte de un proyecto de conservación de la biodiversidad de las zonas montañosas del sur de Lesoto (Conserving Mountain Biodiversity in Southern Lesotho, CMBSL). Consiste en un lago artificial a 3000 m de altitud con una profundidad de 1 metro y las zonas adyacentes, un valle cerrado rodeado por laderas rocosas cubiertas de brezos.[10] La vegetación consiste en formaciones afromontanas y afroalpinas dominadas por herbáceas con una alta densidad de endemismos. Se han registrado unas 110 especies de aves, entre ellas la grulla del paraíso, la grulla carunculada, el cernícalo primilla y el ibis calvo. El sitio se usa para el pastoreo, recoger hierba para los tejados, como fuente de agua dulce, plantas medicinales y madera, y para la pesca. Como consecuencia, sufre de sobreexplotación de los recursos naturales.[11]

## Patrimonio de la Humanidad
- Sitio patrimonio de la humanidad del parque Maloti-Drakensberg, 2493 km2. Se trata de un proyecto de parque transnacional compuesto por el Parque de uKhahlamba-Drakensberg, en Sudáfrica, y el parque nacional de Sehlabathebe, en Lesoto. Alberga contrafuertes basálticos de grandes dimensiones, con acantilados imponentes, paredes de arenisca dorada, arcos de roca, pilares y pozas, con un elevado nivel de plantas endémicas, y aves como el buitre del Cabo y el quebrantahuesos. En Lesoto hay un pez único, el Pseudobarbus quathlambae. También hay numerosas cuevas con pinturas rupestres de los san que abarcan un periodo de cuatro mil años.[12]